# Парео
Парео (таит. pāreu) — предмет женской одежды, прямоугольный отрез ткани, подвязываемый на бёдрах в виде юбки, под мышками в виде платья или иным образом.
Родина парео — Французская Полинезия, Таити.
В настоящее время парео часто входят в женский пляжный костюм.

## Парео в культуре и искусстве
Островитянки в парео часто изображались на полотнах полинезийского цикла Поля Гогена.